# Ернст Кабаніс
Ернст Георг Етьєн Кабаніс (нім. Ernst Georg Etienne Cabanis; 12 грудня 1890, Берлін — 7 березня 1968, Целле) — німецький офіцер, генерал-лейтенант люфтваффе (1 травня 1943).

## Біографія
1 жовтня 1908 року вступив у 6-й драгунський полк. Учасник Першої світової війни,  в 1916/17 роках служив у штабі, з жовтня 1918 року — командир піхотного батальйону. Після демобілізації армії залишений в рейхсвері, служив у кавалерії, з січня 1919 року — командир ескадрону, з 1 лютого 1928 року — ад'ютант штабу 2-ї кавалерійської дивізії. 1 жовтня 1932 року переведений в штаб 8-го кінного полку, 1 березня 1934 року — в люфтваффе і призначений радником відділу LRII (особовий склад) Імперського міністерства авіації. З 1 вересня 1935 року — начальник групи відділу LRII. 1 жовтня 1937 року відряджений в Імперський військовий суд, а 1 грудня 1938 року призначений офіцером для доручень при міністрі авіації. 28 лютого 1939 року вийшов у відставку. З 21 грудня 1938 по 15 червня 1943 року був почесним членом Народної судової палати. З 1 вересня 1939 по 31 травня 1943 року також перебував на службі в Імперському міністерстві авіації, де займав посаду начальника відділу LP5 Управління особового складу. На початку 1945 року як льотчик брав участь у повітряних боях над Берліном і Потсдамом. 2 червня 1945 року заарештований органами контррозвідки СМЕРШ у Потсдамі. Утримувався у різних таборах та в Бутирській в'язниці. 29 липня 1950 року засуджений військовим трибуналом військ МВС Московської області до 25 років таборів. 28 вересня 1953 року переданий владі ФРН і звільнений.

## Нагороди
- Залізний хрест 2-го і 1-го класу
- Медаль «За відвагу» (Гессен)
- Почесний хрест ветерана війни з мечами
- Медаль «За вислугу років у Вермахті» 4-го, 3-го, 2-го і 1-го класу (25 років)
- Хрест Воєнних заслуг 2-го класу з мечами